# Гмелин, Иоганн Фридрих
Иога́нн Фри́дрих Гме́лин (нем. Johann Friedrich Gmelin, 8 августа 1748, Тюбинген, Вюртемберг — 1 ноября 1804, Гёттинген, Священная Римская империя) — немецкий врач, ботаник и химик, иностранный почётный член Петербургской АН c 1794 года.
Племянник Гмелина-старшего. Отец Леопольда Гмелина (1788—1853) — профессора химии Гейдельбергского университета.

## Путь в науке
Изучал медицину в Тюбингенском университете, выпущен доктором медицины в 1769 году.
Профессор медицины в Тюбингенском и профессор философии (1773) и экстраординарный профессор медицины в Гёттингенском университетах. В 1778 году стал ординарным профессором медицины в Гёттингенском университете и одновременно профессором химии, ботаники и минералогии.
Гмелин оставил много сочинений по химии, особенно замечательна, полнотой и объёмом затраченного не неё труда, его трёхтомная работа по систематизации химических знаний «Истории химии» (нем. Geschichte der Chemie).
Много сил положил на издание трудов Карла Линнея; в частности, ему принадлежит 13-е издание «Systema naturae» (1788) и 15-е издание «Systema vegetabilium».

## Знаменитые ученики
Учениками Гмелина были К. Килмейер, Ф. Штромейер, В. Лампадиус и другие.
В. М. Севергин писал о своём учителе, что он был учёным «обширнейших знаний, профессор химии в Гёттингенском университете; у него учился я химии, минералогии и металлургии… Его сочинения писаны с редкою точностью, рачением и проницательностью; трудолюбие и обширные его сведения видим повсюду».

## Названы в честь И. Ф. Гмелина
Artemisia gmelinii Webb ex Stechm. — Полынь Гмелина

## Печатные труды
- лат. Onomatologia botanica complecta, 1772—1778 (в 10 частях, без фамилии автора)
- нем. Allgemeine Geschichte der Gifte, 2 тома, 1776—1777
- нем. Allgemeine Geschichte der Pflanzengifte, 1777
- нем. Allgemeine Geschichte der mineralischen Gifte, 1777
- нем. Einleitung in die Chemie, 1780
- нем. Grundriss der allgemeinen Chemie, 1789
- нем. Einleitung in die Pharmacie, 1781
- нем. Beyträge zur Geschichte des teutschen Bergbaus, 1783
- нем. Ueber die neuere Entdeckungen in der Lehre von der Luft, und deren Anwendung auf Arzneikunst, 1784
- нем. Grundsätze der technischen Chemie, 1786
- нем. Grundriß der Pharmazie, 1792
- нем. Grundsätze der technischen Chemie, 1786
- нем. Chemische Grundsätze der Gewerbkunde, 1795
- нем. Chemische Grundsätze der Probir- und Schmelzkunst, 1786
- нем. Geschichte der Chemie, т. 1—3, 1797—1799
- нем. Allgemeine Geschichte der Pflanzengifte, 1803
- нем. Allgemeine Geschichte der thierischen und mineralischen Gifte, 1806